# Alexander Gabrielsen
Alexander Gabrielsen (Randaberg, 18 novembre 1985) è un ex calciatore norvegese, di ruolo difensore.

## Carriera

### Club
Gabrielsen ha iniziato la carriera professionistica con la maglia del Viking. Ha debuttato in squadra il 7 maggio 2003, sostituendo Erik Nevland nel corso della sfida vinta per 1-5 contro il Kopervik nell'edizione stagionale del Norgesmesterskapet: è stato proprio Gabrielsen a segnare l'ultima rete per la sua squadra. Il 3 agosto ha esordito nell'Eliteserien, nel successo sul Tromsø per 4-0.
Nel corso del 2007, si è trasferito al Sandefjord. Ha indossato per la prima volta la maglia della squadra il 16 settembre dello stesso anno, nella sconfitta casalinga per 1-3 contro il Vålerenga. Al termine dell'anno, il Sandefjord è retrocesso in 1. divisjon. Gabrielsen ha segnato la prima rete per la squadra in questa divisione: il 9 luglio ha realizzato un gol nel successo per 1-2 sul Nybergsund-Trysil. Il Sandefjord è stato poi promosso e ha giocato due stagioni nell'Eliteserien, con Gabrielsen che ha totalizzato 45 presenze. Al termine del campionato 2010, però, il club è retrocesso.
Il 29 luglio 2014, ha rinnovato il contratto che lo legava al Sandefjord per un altro anno e mezzo. Il 5 novembre 2015 ha rinnovato ulteriormente il contratto che lo legava al club, fino al 31 dicembre 2016. Il 24 novembre 2016 ha prolungato ancora l'accordo con il Sandefjord, sempre per una stagione.
Il 6 ottobre 2017 ha annunciato il ritiro dal calcio giocato, al termine della stagione in corso.

### Nazionale
Gabrielsen ha giocato 11 partite per la Norvegia Under-21 tra il 2005 e il 2007. La prima di queste l'ha disputata in data 19 gennaio, schierato titolare nel successo per 1-0 sulla selezione giovanile sudcoreana.